# Coupe d'Ukraine de football 2020-2021
Navigation
Coupe d'Ukraine 2019-2020 Coupe d'Ukraine 2021-2022
La Coupe d'Ukraine 2020-2021 est la 30e édition de la Coupe d'Ukraine depuis la dissolution de l'URSS. Elle prend place entre le 26 août 2020 et le 13 mai 2021. Un total de 55 équipes prennent part à la compétition.
Le vainqueur de la coupe se qualifie pour les barrages de qualification de la Ligue Europa 2021-2022 ainsi que pour l'édition 2021 de la Supercoupe d'Ukraine.
Le Dynamo Kiev parvient à conserver son titre à cette occasion, battant le Zorya Louhansk en finale pour remporter sa treizième coupe nationale.

## Premier tour
| Date             | Locaux                                     | Score                | Visiteurs                         |
| ---------------- | ------------------------------------------ | -------------------- | --------------------------------- |
| 26 août 2020     | Kryvbass Kryvy Rih (D3)                    | 4 - 2                | (D3) Tcherkachtchyna Tcherkassy   |
| 28 août 2020     | Tchaïka Petropavlivska Borchtchahivka (D3) | 0 - 1                | (D2) Polissia Jytomyr             |
| 28 août 2020     | Karpaty Halytch (D3)                       | 1 - 2                | (D2) Nyva Ternopil                |
| 29 août 2020     | Peremoha Dnipro (D3)                       | 0 - 2                | (D2) Kremin Krementchouk          |
| 29 août 2020     | Metal Kharkiv (D3)                         | 1 - 3                | (D2) VPK-Ahro Chevtchenkivka      |
| 29 août 2020     | Viktoria Mykolaïvka (A)                    | 4 - 0                | (D3) Yarud Marioupol              |
| 29 août 2020     | Alians Lypova Dolyna (D2)                  | 2 - 0                | (D2) Metalist 1925 Kharkiv        |
| 29 août 2020     | FK Nikopol (D3)                            | 1 - 3                | (D2) Krystal Kherson              |
| 29 août 2020     | Enerhia Nova Kakhovka (D3)                 | 0 - 1                | (D2) Tchornomorets Odessa         |
| 29 août 2020     | Balkany Zorya (D3)                         | 0 - 1                | (D2) MFK Mykolaïv                 |
| 29 août 2020     | Rubikon Kiev (D3)                          | 0 - 2                | (D3) Dinaz Vychhorod              |
| 29 août 2020     | Podillya Khmelnytsky (D3)                  | forfait              | (D2) Prykarpattia Ivano-Frankivsk |
| 29 août 2020     | Nyva Vinnytsia (D3)                        | forfait              | (D3) FK Tchernihiv                |
| 29 août 2020     | FK Oujhorod (D3)                           | 2 - 0                | (D3) Bukovyna Tchernivtsi         |
| 30 août 2020     | Tavria Simferopol (D3)                     | 2 - 1                | (D3) Real Pharma Odessa           |
| 30 août 2020     | Epitsentr Dounaïvtsi (D3)                  | 4 - 0                | (D3) Karpaty Lviv                 |
| 30 août 2020     | Olimpia Savyntsi (A)                       | 1 - 2 ap             | (D2) Hirnyk-Sport Horichni Plavni |
| 8 septembre 2020 | Dnipro Tcherkassy (D3)                     | 0 - 5                | (D2) Veres Rivne                  |
| 9 septembre 2020 | Metalurh Zaporijia (D3)                    | 0 - 0 ap (4 - 3 tab) | (D2) Avanhard Kramatorsk          |

1. ↑  La rencontre se termine à l'origine par une victoire du Podillya Khmelnytsky aux tirs au but. Ce résultat est par la suite changé en victoire technique pour le Prykarpattia Ivano-Frankivsk en raison de l'alignement d'un joueur inéligible par le Podillya[1].
2. ↑  Le FK Tchernihiv échoue à arriver à temps pour disputer la rencontre en raison d'une panne de bus[2]. Le match n'est finalement pas joué et le Nyva Vinnytsia est désigné vainqueur sur décision de la fédération ukrainienne[3].

## Deuxième tour
| Date              | Locaux                       | Score                | Visiteurs                         |
| ----------------- | ---------------------------- | -------------------- | --------------------------------- |
| 16 septembre 2020 | VPK-Ahro Chevtchenkivka (D2) | 2 - 2 ap (4 - 2 tab) | (D2) Kremin Krementchouk          |
| 16 septembre 2020 | MFK Mykolaïv (D2)            | 1 - 0                | (D2) Tchornomorets Odessa         |
| 16 septembre 2020 | Nyva Vinnytsia (D3)          | 2 - 2 ap (4 - 3 tab) | (D2) Krystal Kherson              |
| 16 septembre 2020 | Kryvbass Kryvy Rih (D3)      | 4 - 1                | (D3) Tavria Simferopol            |
| 16 septembre 2020 | Alians Lypova Dolyna (D2)    | 0 - 3                | (D2) Veres Rivne                  |
| 16 septembre 2020 | Viktoria Mykolaïvka (A)      | 0 - 0 ap (8 - 7 tab) | (D3) Dinaz Vychhorod              |
| 16 septembre 2020 | Obolon Kiev (D2)             | 0 - 1                | (D2) Polissia Jytomyr             |
| 16 septembre 2020 | Volyn Loutsk (D2)            | 0 - 1                | (D2) Prykarpattia Ivano-Frankivsk |
| 16 septembre 2020 | FK Oujhorod (D3)             | 0 - 1                | (D2) Ahrobiznes Volotchysk        |
| 17 septembre 2020 | Epitsentr Dounaïvtsi (D3)    | 3 - 0                | (D2) Nyva Ternopil                |
| 17 septembre 2020 | Metalurh Zaporijia (D3)      | 1 - 4                | (D2) Hirnyk-Sport Horichni Plavni |

## Troisième tour
| Date              | Locaux                            | Score    | Visiteurs                  |
| ----------------- | --------------------------------- | -------- | -------------------------- |
| 30 septembre 2020 | Hirnyk-Sport Horichni Plavni (D2) | 3 - 5 ap | (D1) SK Dnipro-1           |
| 30 septembre 2020 | Viktoria Mykolaïvka (A)           | 1 - 3    | (D1) FK Marioupol          |
| 30 septembre 2020 | Veres Rivne (D2)                  | 4 - 2 ap | (D2) MFK Mykolaïv          |
| 30 septembre 2020 | Polissia Jytomyr (D2)             | 1 - 2    | (D1) FK Mynaï              |
| 30 septembre 2020 | Epitsentr Dounaïvtsi (D3)         | 1 - 2    | (D2) Ahrobiznes Volotchysk |
| 30 septembre 2020 | Kryvbass Kryvy Rih (D3)           | 0 - 1    | (D2) Nyva Vinnytsia        |
| 30 septembre 2020 | Desna Tchernihiv (D1)             | 2 - 1    | (D1) Rukh Lviv             |
| 30 septembre 2020 | Vorskla Poltava (D1)              | 2 - 0    | (D1) FK Lviv               |
| 30 septembre 2020 | Prykarpattia Ivano-Frankivsk (D2) | 0 - 1    | (D1) Kolos Kovalivka       |
| 30 septembre 2020 | FK Oleksandria (D1)               | 4 - 1    | (D1) Inhoulets Petrove     |
| 13 novembre 2020  | VPK-Ahro Chevtchenkivka (D2)      | 1 - 0    | (D1) Olimpik Donetsk       |

## Huitièmes de finale
| Date             | Locaux                       | Score | Visiteurs            |
| ---------------- | ---------------------------- | ----- | -------------------- |
| 2 décembre 2020  | FK Oleksandria (D1)          | 3 - 0 | (D1) FK Mynaï        |
| 2 décembre 2020  | Ahrobiznes Volotchysk (D2)   | 1 - 0 | (D1) Vorskla Poltava |
| 2 décembre 2020  | Veres Rivne (D2)             | 1 - 0 | (D1) FK Marioupol    |
| 2 décembre 2020  | VPK-Ahro Chevtchenkivka (D2) | 0 - 5 | (D1) SK Dnipro-1     |
| 2 décembre 2020  | Nyva Vinnytsia (D3)          | 0 - 4 | (D1) Kolos Kovalivka |
| 16 décembre 2020 | Desna Tchernihiv (D1)        | 0 - 1 | (D1) Zorya Louhansk  |

## Quarts de finale
| Date        | Locaux                     | Score                | Visiteurs             |
| ----------- | -------------------------- | -------------------- | --------------------- |
| 3 mars 2021 | Ahrobiznes Volotchysk (D2) | 1 - 0 ap             | (D1) Chakhtar Donetsk |
| 3 mars 2021 | Veres Rivne (D2)           | 1 - 2                | (D1) Zorya Louhansk   |
| 3 mars 2021 | Dynamo Kiev (D1)           | 0 - 0 ap (4 - 3 tab) | (D1) Kolos Kovalivka  |
| 3 mars 2021 | SK Dnipro-1 (D1)           | 1 - 1 ap (3 - 4 tab) | (D1) FK Oleksandria   |

## Demi-finales
| Date          | Locaux                     | Score             | Visiteurs           |
| ------------- | -------------------------- | ----------------- | ------------------- |
| 21 avril 2021 | Ahrobiznes Volotchysk (D2) | 0 - 3             | (D1) Dynamo Kiev    |
| 21 avril 2021 | FK Oleksandria (D1)        | 1 - 1 (3 - 4 tab) | (D1) Zorya Louhansk |

## Finale
| ·              |    |                       |      |
| Titulaires :   |    |                       |      |
|                |    |                       |      |
| G              | 71 | 0 Denys Boyko         |      |
| DD             | 94 | 0 Tomasz Kędziora     |      |
| DC             | 4  | 0 Denys Popov         |      |
| DC             | 25 | 0 Illya Zabarnyi      |      |
| DG             | 16 | 0 Vitaliy Mykolenko   | 11e  |
| MdC            | 5  | 0 Serhiy Sydorchuk    |      |
| MC             | 10 | 0 Mykola Shaparenko   |      |
| MO             | 29 | 0 Vitaliy Buyalskyi   | 113e |
| AiD            | 15 | 0 Viktor Tsyhankov    |      |
| AiG            | 22 | 0 Gerson Rodrigues    | 118e |
| AC             | 41 | 0 Artem Besyedin      |      |
|                |    |                       |      |
| Remplaçants :  |    |                       |      |
| DG             | 20 | 0 Oleksandr Karavayev | 11e  |
| MO             | 19 | 0 Denys Harmash       | 113e |
| AiG            | 14 | 0 Carlos de Pena      | 118e |
|                |    |                       |      |
| Entraîneur :   |    |                       |      |
| Mircea Lucescu |    |                       |      |

| ·               |    |                          |       |
| Titulaires :    |    |                          |       |
|                 |    |                          |       |
| G               | 23 | 0 Nikola Vasilj (en)     |       |
| DD              | 45 | 0 Denys Favorov (en)     |       |
| DC              | 21 | 0 Dmytro Ivanisenya (en) |       |
| DC              | 15 | 0 Vitaliy Vernydub (en)  |       |
| DG              | 6  | 0 Juninho (en)           |       |
| MC              | 29 | 0 Yehor Nazaryna (en)    | 63e   |
| MC              | 80 | 0 Vladlen Yurchenko      | 117e  |
| MO              | 22 | 0 Vladyslav Kabayev (en) | 82e   |
| AiD             | 7  | 0 Vladyslav Kocherhin    |       |
| AiG             | 10 | 0 Dmytro Khomchenovsky   |       |
| AC              | 28 | 0 Artem Hromov (en)      | 90+3e |
|                 |    |                          |       |
| Remplaçants :   |    |                          |       |
| AiD             | 90 | 0 Allahyar Sayyadmanesh  | 63e   |
| AC              | 11 | 0 Oleksandr Hladkyy      | 82e   |
| AC              | 9  | 0 Shahab Zahedi (en)     | 90+3e |
| DC              | 4  | 0 Lovro Cvek (en)        | 117e  |
|                 |    |                          |       |
| Entraîneur :    |    |                          |       |
| Viktor Skripnik |    |                          |       |

| ·              |    |                       |      |
| Titulaires :   |    |                       |      |
|                |    |                       |      |
| G              | 71 | 0 Denys Boyko         |      |
| DD             | 94 | 0 Tomasz Kędziora     |      |
| DC             | 4  | 0 Denys Popov         |      |
| DC             | 25 | 0 Illya Zabarnyi      |      |
| DG             | 16 | 0 Vitaliy Mykolenko   | 11e  |
| MdC            | 5  | 0 Serhiy Sydorchuk    |      |
| MC             | 10 | 0 Mykola Shaparenko   |      |
| MO             | 29 | 0 Vitaliy Buyalskyi   | 113e |
| AiD            | 15 | 0 Viktor Tsyhankov    |      |
| AiG            | 22 | 0 Gerson Rodrigues    | 118e |
| AC             | 41 | 0 Artem Besyedin      |      |
|                |    |                       |      |
| Remplaçants :  |    |                       |      |
| DG             | 20 | 0 Oleksandr Karavayev | 11e  |
| MO             | 19 | 0 Denys Harmash       | 113e |
| AiG            | 14 | 0 Carlos de Pena      | 118e |
|                |    |                       |      |
| Entraîneur :   |    |                       |      |
| Mircea Lucescu |    |                       |      |

| ·               |    |                          |       |
| Titulaires :    |    |                          |       |
|                 |    |                          |       |
| G               | 23 | 0 Nikola Vasilj (en)     |       |
| DD              | 45 | 0 Denys Favorov (en)     |       |
| DC              | 21 | 0 Dmytro Ivanisenya (en) |       |
| DC              | 15 | 0 Vitaliy Vernydub (en)  |       |
| DG              | 6  | 0 Juninho (en)           |       |
| MC              | 29 | 0 Yehor Nazaryna (en)    | 63e   |
| MC              | 80 | 0 Vladlen Yurchenko      | 117e  |
| MO              | 22 | 0 Vladyslav Kabayev (en) | 82e   |
| AiD             | 7  | 0 Vladyslav Kocherhin    |       |
| AiG             | 10 | 0 Dmytro Khomchenovsky   |       |
| AC              | 28 | 0 Artem Hromov (en)      | 90+3e |
|                 |    |                          |       |
| Remplaçants :   |    |                          |       |
| AiD             | 90 | 0 Allahyar Sayyadmanesh  | 63e   |
| AC              | 11 | 0 Oleksandr Hladkyy      | 82e   |
| AC              | 9  | 0 Shahab Zahedi (en)     | 90+3e |
| DC              | 4  | 0 Lovro Cvek (en)        | 117e  |
|                 |    |                          |       |
| Entraîneur :    |    |                          |       |
| Viktor Skripnik |    |                          |       |